# Савино (Петровское сельское поселение)
Савино — опустевшая деревня в Чухломском муниципальном районе Костромской области. Входит в состав Петровского сельского поселения

## География
Находится в северной части Костромской области на расстоянии приблизительно 13 км на восток по прямой от города Чухлома, административного центра района на левобережье реки Вига.

## История
В 1872 году здесь было учтено 19 дворов, в 1907 году — 22.

## Население
Постоянное население составляло 88 человек (1872 год), 73 (1897), 111 (1907), 1 в 2002 году (русские 100 %), 0 в 2022.